# Gilberto Sepúlveda
Gilberto Sepúlveda López (Guasave, Sinaloa, 4 de febrero de 1999) es un futbolista profesional mexicano que juega como defensa central. Su actual equipo es el Club Deportivo Guadalajara de la Primera División de México. Es internacional absoluto con la Selección de fútbol de México.

## Trayectoria

### Inicios
En el año 2012 comenzó jugando para las categorías Diablos Azules de Guasave. En 2012 jugó un torneo organizado por las Chivas, donde al tener buenas actuaciones con los Diablos Azules fue visto por José Luis Real, quien lo invitó para formar parte de Chivas.

### Club Deportivo Guadalajara
En diciembre de 2017 fue invitado por Matías Almeyda para realizar la pretemporada con el primer equipo, sin embargo, tras realizar la pretemporada y a pesar de haber destacado, no fue registrado por Chivas y regresó al equipo de tercera división. En junio de 2018 realizó pretemporada con José Saturnino Cardozo quien lo registró con el primer equipo.
Debutó como profesional el 8 de enero de 2019 en la Copa MX, en la victoria de 1-2 ante los Cimarrones de Sonora. Su debut en Primera División se dio el 31 de agosto de 2019 en el Estadio Azteca, en el empate 1-1 ante Cruz Azul.

### Tiba
El jugador reveló en Chivas TV el origen del sobrenombre con el que es conocido. «Yo tengo un hermano, es 5 años mayor que yo, él estuvo acá en Chivas en las fuerzas básicas a los 12 años, entonces a él le pone Tiba un profe de aquí por José Damasceno Tiba, un jugador brasileño que jugó acá en México, entonces yo recibo el apodo Tiba por mi hermano, a mí me empezaron a decir Tibita, de ahí es de donde nace el apodo y me ha quedado».

## Selección nacional

### Sub-20
En octubre de 2018, fue incluido en la lista final de 23 jugadores del técnico Diego Ramírez para el Campeonato Sub-20 de la Concacaf. El 21 de mayo de 2019 tras sus buenas actuaciones con Chivas Sub-20 y en el primer equipo fue llamado de nueva cuenta a la Selección Nacional de cara al Mundial Sub-20 en Polonia.

### Selección absoluta
| Club               | País   | PJ | Goles | Periodo         |
| ------------------ | ------ | -- | ----- | --------------- |
| Selección Mexicana | México | 5  | 0     | 2020 - Presente |

El 10 de noviembre de 2019, al tener buenas actuaciones con el Guadalajara, fue convocado por el técnico de la selección mexicana, Gerardo Martino, para los partidos de la Liga de Naciones Concacaf ante Bermudas y Panamá.
Hace su debut con la Selección mayor el 30 de septiembre de 2020, ante la Selección de Guatemala, entrando al minuto 77.

### Participaciones en fases finales
| Torneo                      | Categoría | Sede           | Resultado  | Partidos | Goles |
| --------------------------- | --------- | -------------- | ---------- | -------- | ----- |
| Liga de Naciones de 2019-20 | Absoluta  | Concacaf       | Subcampeón | 0        | 0     |
| Copa Oro de 2021            | Absoluta  | Estados Unidos | Subcampeón | 2        | 0     |

## Clubes

### Estadísticas
Actualizado al último partido jugado el 31 de enero de 2024.
| Club | Div.          | Temporada     | Liga (1) | Liga (1) | Liga (1) | Copas nacionales(2) | Copas nacionales(2) | Copas nacionales(2) | Copas internacionales(3) | Copas internacionales(3) | Copas internacionales(3) | Total | Total | Total  | Media goleadora(3) |
| Club | Div.          | Temporada     | Part.    | Goles    | Asist.   | Part.               | Goles               | Asist.              | Part.                    | Goles                    | Asist.                   | Part. | Goles | Asist. | Media goleadora(3) |
| --- | ------------- | ------------- | -------- | -------- | -------- | ------------------- | ------------------- | ------------------- | ------------------------ | ------------------------ | ------------------------ | ----- | ----- | ------ | ------------------ |
| C. D. Guadalajara · México | 1.ª           | 2018-19       | 0        | 0        | 0        | 6                   | 0                   | 0                   | —                        | —                        | —                        | 6     | 0     | 0      | 0.00               |
| C. D. Guadalajara · México | 1.ª           | 2019-20       | 18       | 0        | 0        | 5                   | 0                   | 0                   | —                        | —                        | —                        | 23    | 0     | 0      | 0.00               |
| C. D. Guadalajara · México | 1.ª           | 2020-21       | 33       | 0        | 0        | 0                   | 0                   | 0                   | —                        | —                        | —                        | 33    | 0     | 0      | 0.00               |
| C. D. Guadalajara · México | 1.ª           | 2021-22       | 26       | 1        | 0        | 0                   | 0                   | 0                   | —                        | —                        | —                        | 26    | 1     | 0      | 0.04               |
| C. D. Guadalajara · México | 1.ª           | 2022-23       | 40       | 2        | 0        | 0                   | 0                   | 0                   | —                        | —                        | —                        | 40    | 2     | 0      | 0.05               |
| C. D. Guadalajara · México | 1.ª           | 2023-24       | 19       | 0        | 0        | —                   | —                   | —                   | 1                        | 0                        | 0                        | 20    | 0     | 0      | 0                  |
| C. D. Guadalajara · México | Total club    | Total club    | 136      | 3        | 0        | 11                  | 0                   | 0                   | 1                        | 0                        | 0                        | 148   | 3     | 0      | 0.02               |
| Total carrera | Total carrera | Total carrera | 136      | 3        | 0        | 11                  | 0                   | 0                   | 1                        | 0                        | 0                        | 148   | 3     | 0      | 0.01               |
| (1) Incluye datos de Primera División de México (2019-Act.) (2) Incluye datos de Campeón de Campeones (2019); Copa México (2019-Act.). (3) Incluye datos de Liga de Campeones de la Concacaf. |               |               |          |          |          |                     |                     |                     |                          |                          |                          |       |       |        |                    |

### Participación con Selección Nacional
| Competición                    | Categoría | Sede     | Resultado    | PJ | G | A |
| ------------------------------ | --------- | -------- | ------------ | -- | - | - |
| Mundial Sub-20 de 2019         | Sub-20    | Polonia  | Primera fase | 3  | 0 | 0 |
| Liga de Naciones Concacaf 2019 | Absoluta  | Concacaf | Disputando   | 0  | 0 | 0 |
| Total                          | –         | –        | –            | 3  | 0 | 0 |